# Uwe Leuchtenberg

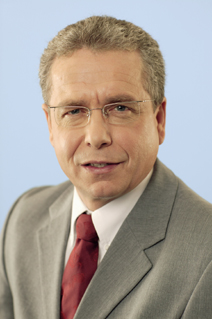
Uwe Leuchtenberg

Uwe Leuchtenberg (* 16. Februar 1958 in St. Tönis) ist Landes- und Kommunalpolitiker (SPD) in Nordrhein-Westfalen.
Am 27. September 2020 wurde er zum Bürgermeister der Stadt Tönisvorst gewählt.

## Leben
Leuchtenberg wurde 1958 in St. Tönis (heute Tönisvorst) geboren. 1974 zog er mit seinen Eltern nach Vorst, wo er im gleichen Jahr die Schule mit der Mittleren Reife abschloss. 1977 beendete er eine Berufsausbildung zum Industriekaufmann und arbeitete anschließend als Kaufmannsgehilfe in der Textilindustrie. Im Jahre 1980 wurde er Industriefachwirt. Über den zweiten Bildungsweg erlangte Leuchtenberg mit 34 Jahren die Fachhochschulreife. Seit 1994 ist er Angestellter der Stadtwerke Tönisvorst, heute NEW AG. Uwe Leuchtenberg ist seit 1983 verheiratet und hat zwei Kinder.

## Politik
Im Alter von 21 Jahren wurde Leuchtenberg Mitglied der Jusos, seit 1986 ist er Mitglied der SPD.

### Kommunalpolitik
In Tönisvorst ist er im Vorstand des dortigen SPD-Ortsvereins tätig. Weiter ist er Mitglied in der Arbeitsgemeinschaft für Arbeit (AfA) der SPD im Unterbezirk Viersen. Seit seinem Beitritt zur SPD war er als Sachkundiger Bürger engagiert. Er wurde 1989 erstmals in den Rat der Stadt Tönisvorst gewählt. Dort war er von 1993 bis 2004 Fraktionsvorsitzender. 1994 war er maßgeblich an der Reform der Seniorensozialarbeit in Tönisvorst beteiligt und gründete das "Alter-nativen" Seniorenbüro mit. Viele Jahre war Leuchtenberg Aufsichtsratsvorsitzender der Antoniuszentrum GmbH, des ehemals städtischen Krankenhauses in St. Tönis.

#### Kommunalwahl 2020
Im März 2020 kündigten SPD, Bündnis 90/Die Grünen und die Gemeinschaft Unabhängiger Tönisvorster (GUT) an, einen gemeinsamen Bürgermeisterkandidaten gegen den amtierenden Tönisvorster Bürgermeister Thomas Goßen aufzustellen.
Bedingt durch die Corona-Pandemie kam der Wahlkampf schwer in Gang, die Vorstellung des bis dahin geheim gehaltenen Kandidaten verzögerte sich bis zum 14. Mai 2020. An diesem Tag veranstalteten die beiden Parteien und die Wählergemeinschaft eine gemeinsame Online-Live-Pressekonferenz. Nach einer Videopräsentation mit seinen Wahlzielen stellte sich Uwe Leuchtenberg den Fragen von Bürgerinnen und Bürgern und der Presse.
Als eines seiner markantesten Ziele nannte er die Verlängerung der Straßenbahnlinie 041 von Krefeld über Sankt Tönis bis in den westlich gelegenen Tönisvorster Stadtteil Vorst. Im Laufe des Wahlkampfs erklärten Leuchtenberg und die GUT, dass über Förderprogramme von Land und Bund eine Unterstützung von bis zu 95 % für dieses Millionenprojekt möglich sei.
Bei der Kommunalwahl am 13. September 2020 erreichte Leuchtenberg mit 43,63 % als erstplatzierter Kandidat die Stichwahl.
| Partei | Kandidat         | Stimmen | In Prozent |
| ------ | ---------------- | ------- | ---------- |
| CDU    | Thomas Goßen     | 5.209   | 39,71 %    |
| S-G-G  | Uwe Leuchtenberg | 5.723   | 43,63 %    |
| UWT    | Michael Lambertz | 1.415   | 10,79 %    |
| Keymel | Thomas Keymel    | 770     | 5,87 %     |

Am 27. September 2020 bei der Stichwahl um das Bürgermeisteramt der Stadt Tönisvorst wurde Uwe Leuchtenberg mit 60,36 % zum neuen Bürgermeister gewählt.
| Partei | Kandidat         | Stimmen | In Prozent |
| ------ | ---------------- | ------- | ---------- |
| CDU    | Thomas Goßen     | 4.350   | 39,64 %    |
| S-G-G  | Uwe Leuchtenberg | 6.624   | 60,36 %    |

### Landespolitik
Von 2005 bis 2010 war er Abgeordneter des Landtags Nordrhein-Westfalen. Er gehörte dem Ausschuss für Wirtschaft, Mittelstand und Energie und diversen angegliederten Unterausschüssen an. Außerdem gehörte er zu den Schriftführern des Landtags.

### Engagement als Gewerkschafter
Leuchtenberg ist seit seiner Ausbildung in der Textilindustrie Mitte der 1970er Jahre Gewerkschafter. Heute ist er Mitglied der Vereinten Dienstleistungsgewerkschaft.